# Polypedilum iridis
Polypedilum iridis är en tvåvingeart som först beskrevs av Jean-Jacques Kieffer 1911.  Polypedilum iridis ingår i släktet Polypedilum och familjen fjädermyggor.
Artens utbredningsområde är Tyskland. Inga underarter finns listade i Catalogue of Life.